# خليفة بخيت الفلاسي
الدكتور خليفة بخيت الفلاسي كان يتبوأ منصب وزير الدولة بحكومة دولة الإمارات العربية المتحدة. دخل كوزير دولة في التشكيل السابع للحكومة الإتحادية وخرج منها بمرسوم أصدره رئيس دولة الإمارات العربية المتحدة بتوصية من رئيس الحكومة على خلفية قضية خيانته للأمانة. وهو أيضا رجل أعمال وكاتب أسبوعي في جريدة البيان الإماراتية.

## حياته
ولد بدولة دبي في 1 أبريل 1957. وهو متزوج وله 15 أبناء. حاصل على شهادة الدكتوراه في العلوم السياسية (العلاقات الدولية).

## المناصب التي شغلها
- وزير دولة في حكومة الشيخ محمد بن راشد آل مكتوم الثانية
- عمل وكيلاً لوزارة التربية والتعليم.
- عمل كأول سفير للإمارات لدى أستراليا.
- عضواً المجلس الأعلى للشباب والرياضة.
- عضواً في مجلس الخدمة المدنية الإتحادي.
- عضواً في مجلس إدارة معهد الإمارات للتدريب المصرفي.
- عضواً في الهيئة الاستشارية للمجلس الأعلى لدول مجلس التعاون.

## المناصب التي يشغلها
- رئيس مجلس أمناء مؤسسة سلطان العويس الثقافية.
- عضو جمعية الإمارات لحقوق الإنسان.
- عضو جمعية الاجتماعيين في الإمارات.
- عضو جمعية الإمارات لرعاية الأحداث المعنية.
- عضو جمعية متطوعي الإمارات.
- عضو جمعية أصدقاء البيئة في الإمارات.
- عضو مجلس أمناء مركز الدراسات العربية والإسلامية في أستراليا.
- عضو منتدى التنمية الخليجي.
- عضو منتدى الفكر العربي.
- عضو المنتدى القومي الإسلامي.
- رئيس وعضو عدد من اللجان وفرق العمل، حول التخطيط الاستراتيجي والمستقبليات في المجالات السياسية والاجتماعية.
- يرأس عدداً من الشركات العاملة في مجالات التقانة ـ نظم المعلومات ـ الاستشارات البيئية ـ الدراسات الإستراتيجية ـ إعداد القادة ـ أعمال التطوير وإدارة المشروعات والاستثمار.
- شارك في عدد كبير من المؤتمرات والحوارات الفكرية مثل الحوار العربي الأوروبي والحوار العربي الصيني والحوار العربي الأميركي والحوار العربي الأسترالي والحوار العربي الياباني.

## اعفاؤه من منصبه الوزاري
في 27/ 7/ 2008 وبعد خمسة أشهر فقط على ظهوره في التشكيل السابع للحكومة الإماراتية، أصدر الشيخ خليفة بن زايد آل نهيان رئيس دولة الإمارات مرسوماً اتحادياً يعفي بموجبه الدكتور خليفة بخيت الفلاسي تمهيداً لمحاكمته بتهمة «الاختلاس وخيانة الأمانة».
واتُهم الفلاسي بالاحتيال واساءة الامانة عبر الاستيلاء على شركة إلكترونيات بعد وفاة شريكه فيها، وهو لبناني، علما ان شقيقة الشريك المتوفى تقدمت بالدعوى.
وكان الفلاسي اقيل في يوليو 2008 من منصبه كوزير دولة في الحكومة الإماراتية التي أعلنت في 17 فبراير 2008، بعدما كان وزيراً وكيلاً لوزارة التربية التعليم. كما كان أول سفير تعينه الإمارات لدى أستراليا.
وقد شغل عدة مناصب عليا، منها عضوية المجلس الأعلى للشباب والرياضة، ومجلس الخدمة المدنية، ومجلس إدارة معهد الإمارات للتدريب المصرفي، وكان عضوا في الهيئة الاستشارية للمجلس الأعلى لدول مجلس التعاون.
كما شغل، أيضاً، مناصب غير رسمية عدة، منها: رئيس مجلس امناء مؤسسة سلطان العويس الثقافية، وعضو في جمعية الإمارات لحقوق الإنسان، وجمعية الاجتماعيين، وجمعية اصدقاء البيئة، ومجلس امناء مركز الدراسات العربية والإسلامية في أستراليا.
ويرأس عدداً من الشركات العاملة في مجالات تقنية المعلومات، والاستشارات البيئية، والدراسات الإستراتيجية، وإعداد القادة وأعمال التطوير وإدارة المشروعات والاستثمار.

## محاكمته
حكمت محكمة التمييز في دبي الاثنين على الوزير الإماراتي السابق خليفة بخيت الفلاسي بالسجن سنة مع وقف التنفيذ، وذلك بتهمة خيانة الامانة في دعوى تقدمت بها ضده سيدة أعمال لبنانية.
واصدرت المحكمة حكما مماثلا بحق مواطنين اميركي وهندي مع ترحيلهما، حسبما افادت وسائل الاعلام المحلية.
واعيدت المحاكمة في محكمة الاستئناف التي برأت الفلاسي مجددا ثم اصدرت محكمة التمييز حكمها النهائي الاثنين.
والفلاسي اتهم بخيانة الامانة عبر وضع يده على شركة إلكترونيات بعد وفاة شريكه فيها، وهو لبناني، متجاوزا حق شقيقته التي تقدمت بالدعوى.
وكان الفلاسي اقيل في تموز/يوليو 2008 من الحكومة الإماراتية التي كان يشغل فيها منصب وزير دولة من دون تفسير، وذلك بعد فترة قصيرة من توجيه الادعاء العام اتهامات إليه.
http://www.murasel.org/portal/2010/04/13/%D9%85%D8%B1%D8%A7%D8%B3%D9%84/%D8%A7%D9%84%D9%88%D8%B7%D9%86-%D8%A7%D9%84%D8%B9%D8%B1%D8%A8%D9%8A/%D8%AC%D8%B2%D9%8A%D8%B1%D8%A9-%D8%A7%D9%84%D8%B9%D8%B1%D8%A8/%D8%AD%D9%83%D9%85-%D9%86%D9%87%D8%A7%D8%A6%D9%8A-%D8%B9%D9%84%D9%89-%D9%88%D8%B2%D9%8A%D8%B1-%D8%A7%D9%85%D8%A7%D8%B1%D8%A7%D8%AA%D9%8A-%D8%B3%D8%A7%D8%A8%D9%82-%D8%A8%D8%A7%D9%84%D8%B3%D8%AC%D9%86/

## إنجازاته
- عند توليه منصب وكيل وزارة التربية والتعليم بدولة الإمارات، قاد عملية تطوير شاملة للنظام التعليمي في البلاد أدت إلى إحداث تطور نوعي للتعليم في قطاعاته المختلفة حيث تم اعتماد أربعة عشر مشروعاً للارتقاء بالنظام التعليمي.
- في فترة تولية رئاسة بعثة الدولة في أستراليا كسفير لدولة الإمارات العربية المتحدة، تمكن من تطوير العلاقات بين البلدين في مختلف المجالات حتى غدت وبغضون خمس سنوات ذات طبيعة إستراتيجية توجت بإعلان الشراكة الإستراتيجية بين البلدين عام 2002.

## وصلات خارجية
- صحيفة البيان